# Ozier-Relief

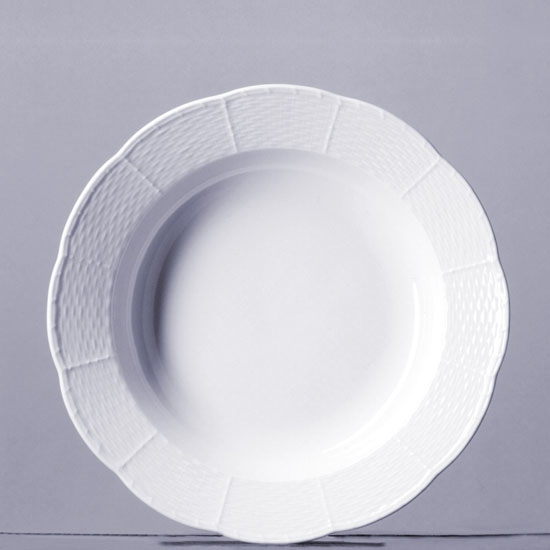
Teller mit dem Reliefdekor Altozier.

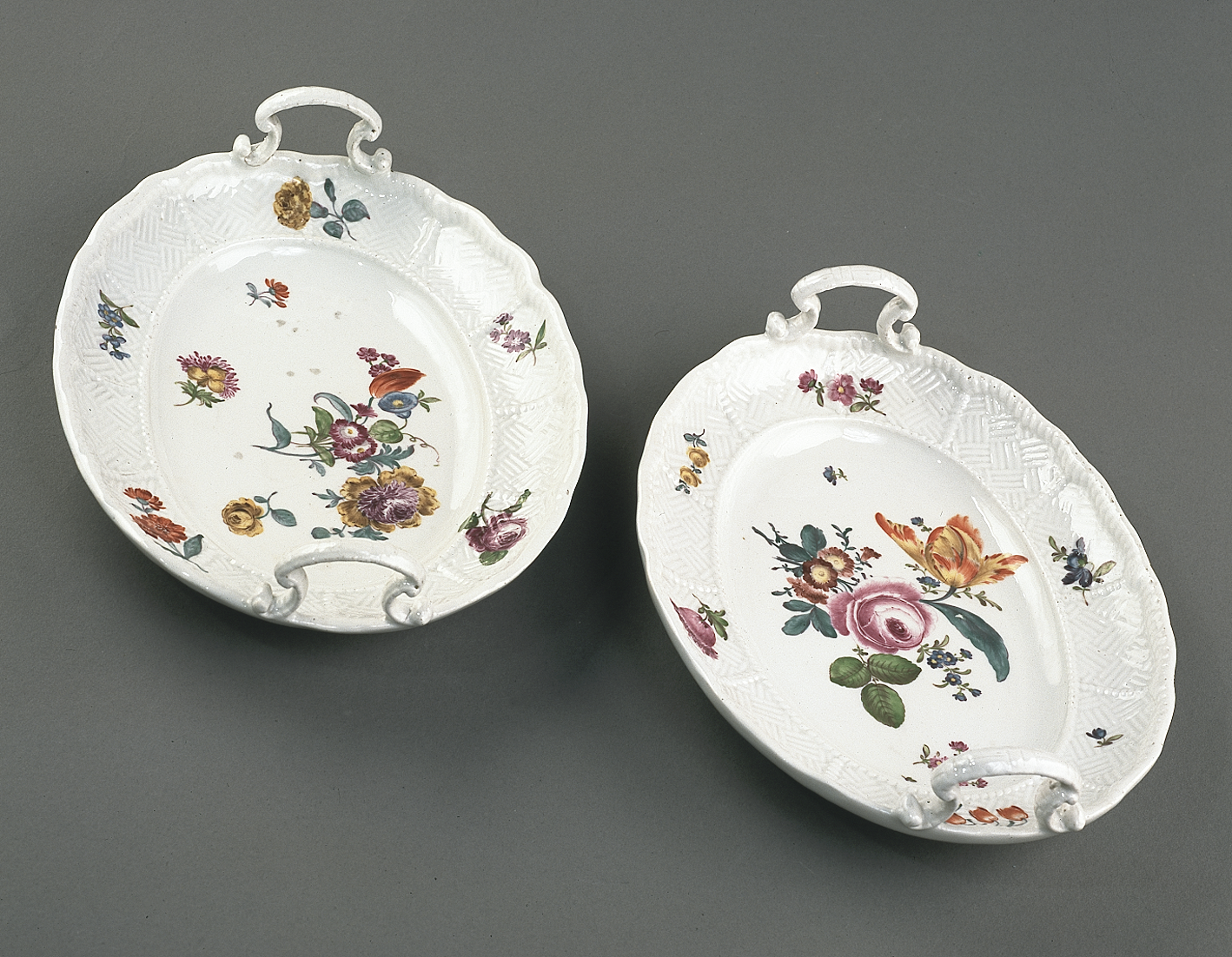
Flache Schüsseln mit Blumendekor und Sulkowski-Ozier

Als Ozier-Relief (frz.: osier = Korb-Weide) wird ein sehr beliebter Meißner Reliefdekor des 18. Jahrhunderts genannt. Er ahmt ein einfaches, parallel zur Tellerfahne endlos durchlaufendes, kleinteiliges Weidengeflecht nach und wurde 1733 von Johann Friedrich Eberlein geschaffen. Johann Joachim Kändler wandelte 1735/37 das Design ab und schuf das so genannte Sulkowski-Ozier, das sich durchgekreuztes Flechtwerk auszeichnete. Um 1745 entwickelte man in Meißen aus dem Altozier-Relief durch die Einführung von geschweiften Stegen das Dekor Neu-Ozier.